# Saeculum obscurum
Saeculum obscurum (latin ”det mörka århundradet”) är en vedertagen benämning på den period av allmänt religiöst och kulturellt förfall, som inleddes i och med det frankiska rikets upplösning, mordet på påve Johannes VIII 882 och den karolingiska teologiska blomstringens slut på 880-talet. Saeculum obscurum upphörde i och med synoden i Sutri år 1046. 

## Lista över påvar under saeculum obscurum
- Johannes VIII
- Marinus I
- Hadrianus III
- Stefan V
- Formosus
- Bonifatius VI
- Stefan VI
- Romanus
- Theodor II
- Johannes IX
- Benedictus IV
- Leo V
- Sergius III
- Anastasius III
- Lando
- Johannes X
- Leo VI
- Stefan VII
- Johannes XI
- Leo VII
- Stefan VIII
- Marinus II
- Agapetus II
- Johannes XII
- Benedictus V
- Leo VIII
- Johannes XIII
- Benedictus VI
- Benedictus VII
- Johannes XIV
- Johannes XV
- Gregorius V
- Silvester II
- Johannes XVII
- Johannes XVIII
- Sergius IV
- Benedictus VIII
- Johannes XIX
- Benedictus IX
- Silvester III
- Benedictus IX
- Gregorius VI
- Clemens II
- Benedictus IX
- Damasus II

## Lista över motpåvar under saeculum obscurum
- Christoforus
- Bonifatius VII
- Donus II
- Johannes XVI
- Gregorius VI